# Международный конкурс «Литературной России»
Междунаро́дный ко́нкурс «Литерату́рной Росси́и» — литературная премия для писателей со всего мира, пишущих на русском языке.
Создатель и организатор премии — финансист и меценат Александр Алтунин.
Приз конкурса — по легковому автомобилю двум победившим писателям.

## История
С 2000 года газета «Литературная Россия» (до 2007 года включительно совместно с финансовой компанией «Росбытсоюз-Инвест»; в 2012 г. при содействии Общероссийского Движения Поддержки Флота, газеты Министерства иностранных дел «Мир дипломатии» и Российского союза предприятий и организаций бытового обслуживания населения; в 2013 г. совместно с Синодальным комитетом Русской Православной Церкви по взаимодействию с казачеством) проводит Международный конкурс «Литературной России» (не путать с премией «Литературной России», которая присуждается ежегодно нескольким литераторам за лучшие, на взгляд редакции, публикации и не имеет денежного наполнения).

## Лауреаты
- 2000 — Вячеслав Дёгтев, Рахим Эсенов;[5]
- 2002 — Ксения Волкова, Сергей Небольсин;
- 2003 — Юрий Кузнецов, Николай Зиновьев;
- 2004 — Сергей Дерюшев, Николай Ивеншев;[6]
- 2005 — Михаил Андреев, Валентин Курбатов;[7]
- 2006 — Владислав Артёмов, Владимир Фёдоров;[8]
- 2007 — Александр Карасёв, Лидия Сычёва;[9]
- 2012 — Иван Гобзев, Владимир Христофоров;[3][10]
- 2013 — Елена Курдюмова, Сергей Шаргунов.[2][11]

## Книги премии
По итогам конкурса издательство «Литературная Россия» выпускает сборники (проза, стихи, критика и публицистика). Названия сборников по годам:
- 2000 — «Подвиг бессмертен»;[5]
- 2002 — «Родительский дом»;
- 2003 — «Поэзия третьего тысячелетия»;
- 2004 — «Душа прикоснулась к душе»;
- 2005 — «Время Русь собирать»;
- 2006 — «Гремят раскаты молодые»;[12]
- 2007 — «Народ мой — большая семья»;
- 2012 — «Честь имею» (в память о Валентине Пикуле).[2]
- 2013 — «Казачьему роду нет переводу».[13]